# Alexander Pawlowitz

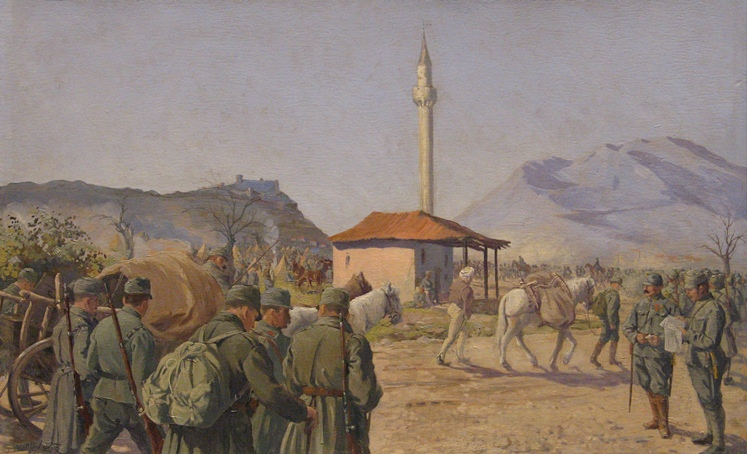
Lager in Skutari, Albanien, 1918

Alexander Pawlowitz (* 17. Mai 1884 in Wien; † 5. Mai 1964 ebenda) war ein österreichischer Porträt-, Landschafts- und Kriegsmaler.

## Leben und Werk

### Fin de siècle
Der als Alexander Stebetak in Wien-Landstraße geborene nahm 1885 durch Adoption den Namen seines Stiefvaters Wenzel Pawlowitz an. Da sich schon im Kindesalter künstlerisches Talent bemerkbar machte, wurde Pawlowitz ein Studium an der Wiener Akademie der bildenden Künste ermöglicht (1902–1907), wo er u. a. Schüler von Christian Griepenkerl war. Ab 1908 gab er an der Realschule in der Vereinsgasse Zeichenunterricht, diesen Posten sollte er mit einigen Unterbrechungen bis 1922 behalten. Am 26. September 1911 heiratete er Rella Zappler und bezog mit ihr einen gemeinsamen Wohnort mit Atelier in der Valeristraße. 1912 erhielt Pawlowitz von der Gesellschaft vom Weißen Kreuze den Auftrag, ein lebensgroßes Porträt des Thronfolgers Franz Ferdinand von Österreich-Este für den Festsaal des neu errichteten k.u.k. Offiziers-Kurhauses in Franzensbad zu malen. Die Fertigstellung dieses Porträts wurde medial gewürdigt, sodass sich Pawlowitz weiterer Aufträge kirchlicher und adeliger Kreise in Wien erfreuen konnte. So erhielt er den Auftrag, den Eucharistischen Weltkongress 1912 in Wien in einem großen Gemälde festzuhalten, welches sich heute in den Sammlungen des Erzbischöflichen Dom- und Diözesanmuseums in Wien befindet. Da auch dieses Gemälde in der Tagespresse und auch von Kaiser Franz Joseph gewürdigt wurde, festigte sich sein Ruf als Porträtmaler in Wien.

### Kriegsmaler im Ersten Weltkrieg
Bei Ausbruch des Ersten Weltkrieges erhielt Pawlowitz jahrgangsbedingt noch keinen Einberufungsbefehl zur k.u.k. Armee und hielt im November 1914 sogar noch eine Weihnachtsausstellung seiner Werke ab. Durch die hohen Verluste Österreich-Ungarns im ersten Kriegsjahr stand Anfang 1915 jedoch auch für Pawlowitz im Raum, doch noch zum Kriegsdienst eingezogen zu werden. So bemühte er sich um die Aufnahme als Kriegsmaler in die Kunstgruppe des k.u.k. Kriegspressequartiers, der am 27. Dezember 1915 stattgegeben wurde. Seine erste Reise als Kriegsmaler führte Pawlowitz nach Cattaro, wo er den Feldzug gegen Montenegro zeichnerisch dokumentierte. Nach der Niederlage Montenegros wurde der Feldzug der k.u.k. Armee unmittelbar nach Albanien fortgeführt, wodurch Pawlowitz Ende Jänner 1916 nach Skutari kam. Im weiteren Kriegsverlauf zeichnete und malte er an der Ostfront, vor allem im Raum Butschatsch, wo Pawlowitz die Kriegsfolgen sowohl für die Infrastruktur als auch für die jüdische Bevölkerung dokumentierte. Dabei geriet er auch des Öfteren unter feindlichen Beschuss. Im November 1916 erkrankte Pawlowitz an Typhus und verbrachte mehrere Monate in verschiedenen Garnisons- und Feldspitälern. Nach seiner Genesung im Sommer 1917 wirkte er künstlerisch an der Front in Fürstenthal (Bukowina). Nach dem im Februar 1918 geschlossenen Brotfrieden machte Pawlowitz auch den österreichisch-ungarischen Vorstoß nach Odessa (Operation Faustschlag) mit. Die letzten Zeichnungen als Kriegsmaler fertigte Pawlowitz im September 1918 in Czernowitz an. Zahlreiche Arbeiten seiner Zeit als Kriegsmaler befinden sich heute in den Sammlungen des Heeresgeschichtlichen Museums in Wien.

### Nachkriegszeit
Das künstlerische Wirken des Alexander Pawlowitz nach dem Ersten Weltkrieg ist nur lückenhaft dokumentiert. 1921 übersiedelte er in ein Atelier in Wien-Döbling, im Jahr darauf reiste er für drei Jahre nach Rumänien, wo er als Porträtmaler für das dortige Königshaus wirkte. 1924/25 lehrte er an der rumänischen Akademie für dekorative Künste als Professor für Akt, Kopf und gegenständliches Zeichnen. 1926 kehrte Pawlowitz nach Wien zurück, wo er bis zu seinem Tod als Landschaftsmaler mit Motiven aus der Wiener Umgebung wirkte. Ebenso war er weiter als Porträtmaler aktiv, da aus dieser Zeit immer wieder Gemälde in Kunstversteigerungen, v. a. des Wiener Dorotheums, auftauchen.

## Werke (Auszug)
- Lager in Skutari, Albanien. 1916, Öl auf Karton, ca. 50 × 90 cm, Heeresgeschichtliches Museum, Wien
- Kosaken und russische Infanterie vertreiben Juden aus dem zerstörten Dorf Buczacz, 1914, Öl auf Leinwand, Heeresgeschichtliches Museum, Wien
- Der Eucharistische Kongress in Wien, 1912, Öl auf Leinwand, Dommuseum Wien